# 山宝鉱山
山宝鉱山（さんぽうこうざん）は、岡山県高梁市備中町用瀬にある鉱山。花崗岩が石灰岩に接触変成作用を与えたスカルン鉱床で、磁鉄鉱や黄銅鉱などのスカルン鉱物を産出した。主に磁鉄鉱を採鉱していたが、1970年ごろに閉山した。1973年より株式会社カルファインが生石灰を製造している。藤井鉱物化石館が近くにある。
産出鉱物は、磁鉄鉱と黄銅鉱のほか、磁硫鉄鉱、硫砒鉄鉱、蛍石、方解石、灰鉄柘榴石、灰鉄輝石、ヘスティング閃石など。ソーダ魚眼石は新鉱物として1976年（昭和51年）に承認された。